# Belaja Glina (Swerdlowsk)
Belaja Glina (russisch Белая Глина) ist ein Weiler in der russischen Oblast Swerdlowsk.
Am Ort gibt es eine Eisenbahnstation der Linie Alapajewsk–Serow.

## Söhne und Töchter des Ortes
- Serhij Berschow (* 1947), Bergsteiger